# Australian Open 2020/Herrendoppel-Rollstuhl
Das Herrendoppel (Rollstuhl) der Australian Open 2020 war ein Rollstuhltenniswettbewerb in Melbourne und fand vom 29. Januar bis zum 1. Februar statt.
Vorjahressieger waren Joachim Gérard und Stefan Olsson.

## Setzliste
| Nr. | Paarung                        | Erreichte Runde |
| --- | ------------------------------ | --------------- |
| 01. | Stéphane Houdet Nicolas Peifer | Finale          |
| 02. | Alfie Hewett Gordon Reid       | Sieg            |

## Hauptrunde
Zeichenerklärung
- Q = Qualifikant
- WC = Wildcard
- LL = Lucky Loser
- ITF = qualifiziert über ITF-Ranking
- ALT = alternate (Ersatz)
- PR = Protected Ranking
- SE = Special Exempt
- r = retired (Aufgabe)
- d = Disqualifikation
- w.o. = walkover
- [ ] = Match-Tie-Break

|  | Halbfinale | Halbfinale                       | Halbfinale | Halbfinale | Halbfinale |  |  | Finale | Finale                         | Finale | Finale | Finale |
|  |            |                                  |            |            |            |  |  |        |                                |        |        |        |
|  |            |                                  |            |            |            |  |  |        |                                |        |        |        |
|  | 1          | Stéphane Houdet Nicolas Peifer   | 6          | 6          |            |  |  |        |                                |        |        |        |
|  |            | Joachim Gérard Ben Weekes        | 3          | 4          |            |  |  |        |                                |        |        |        |
|  |            |                                  |            |            |            |  |  | 1      | Stéphane Houdet Nicolas Peifer | 6      | 4      | [7]    |
|  |            |                                  |            |            |            |  |  | 2      | Alfie Hewett Gordon Reid       | 4      | 6      | [10]   |
|  |            | Gustavo Fernández Shingo Kunieda | 62         | 6          | [5]        |  |  |        |                                |        |        |        |
|  | 2          | Alfie Hewett Gordon Reid         | 7          | 3          | [10]       |  |  |        |                                |        |        |        |
|  |            |                                  |            |            |            |  |  |        |                                |        |        |        |